# Pauline de Witt
Pauline de Witt (Colmar, 22 giugno 1831 – Cannes, 28 febbraio 1874) è stata una storica francese, figlia di François Guizot.

## Biografia
Seconda figlia di François Guizot, pubblicò l'Histoire de Guillaume le Conquérant e collaborò attivamente all'ultima opera del padre, l'Histoire de France racontée à mes petits enfants. Aveva sposato, il 18 maggio 1850,  a Parigi, Cornélis Henri de Witt anche lui storico e deputato del Calvados, da cui ebbe sette figli. Pauline Guizot e sua sorella Henriette sposarono i due fratelli de Witt, Conrad (1824-1909) e Cornélis Henri, entrambi protestanti.
È sepolta nel cimitero di Saint-Ouen-le-Pin.

## Pubblicazioni
- Guillaume le Conquérant, ou, L'Angleterre sous les Normands, Londres, Hachette ; Philadelphie, J.B. Lippincott, 1878.
- Six mois de guerre, 1870-1871 : lettres et journal de Mme Cornélis de Witt, 1894.
- Histoire de deux petits frères, Paris, Hachette, 1890.
- Contes anglais, Paris, 1883.

Traduzioni
- Elizabeth Prentiss, Les petits brins de fil ou fil embrouillé, fil-d'argent et fil-d’or, trad. de l’anglais par Pauline de Cornelis de Witt, 1865.